# Macroglossum faro
Macroglossum faro är en fjärilsart som beskrevs av Pieter Cramer 1780. Macroglossum faro ingår i släktet Macroglossum och familjen svärmare. Inga underarter finns listade i Catalogue of Life.

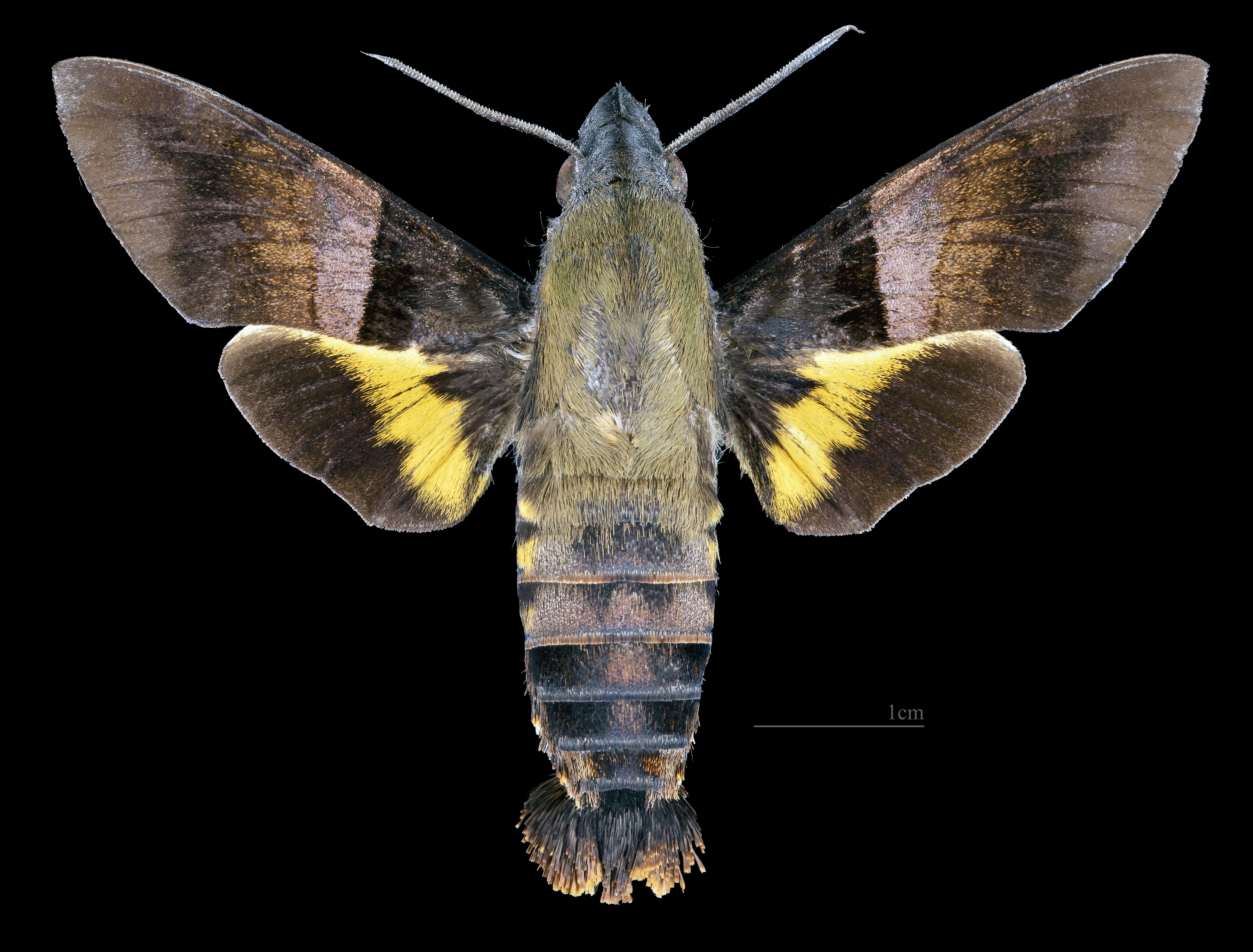
Macroglossum faro cottoni ♂
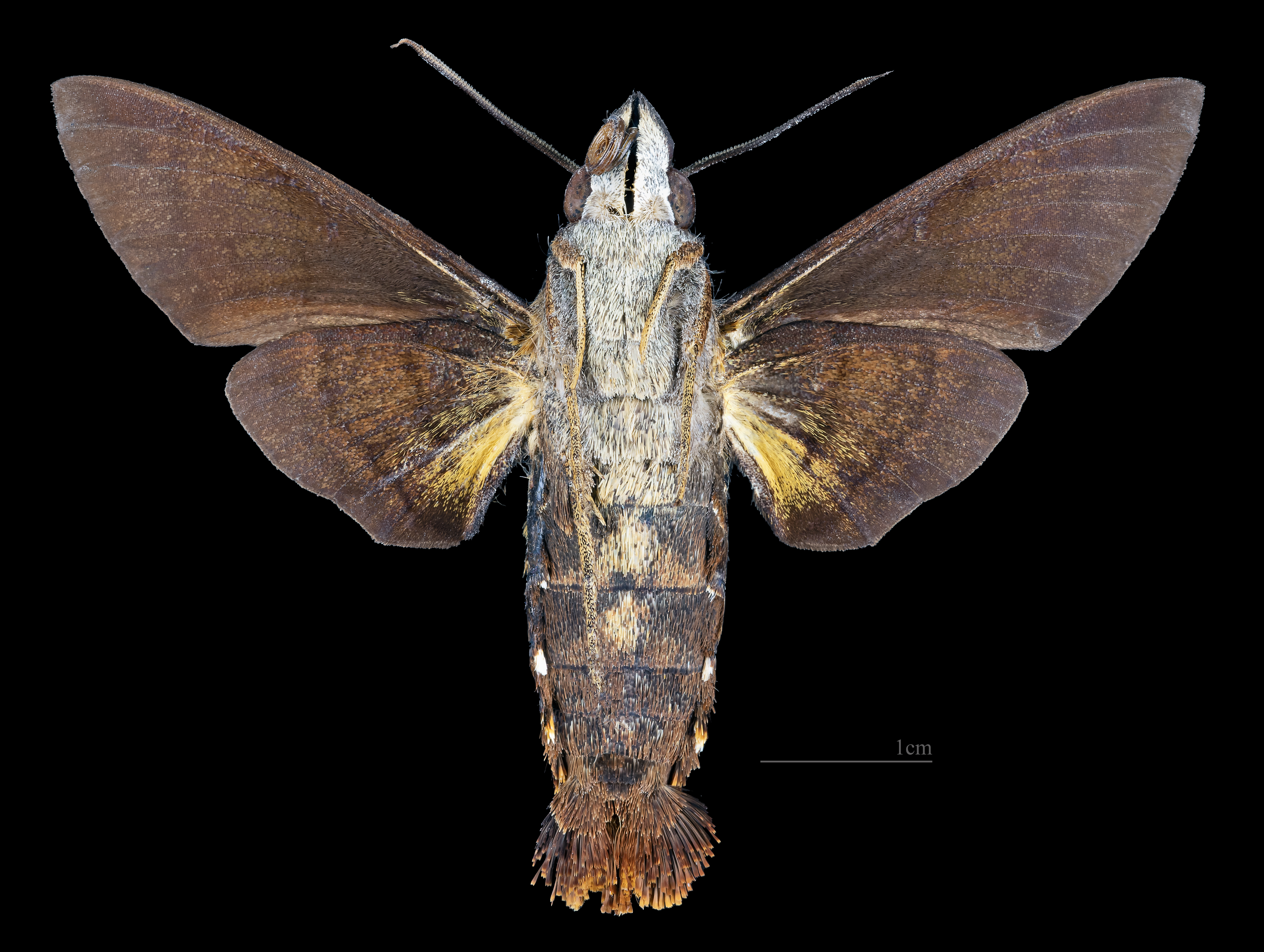
Macroglossum faro cottoni ♂   △

## Bildgalleri

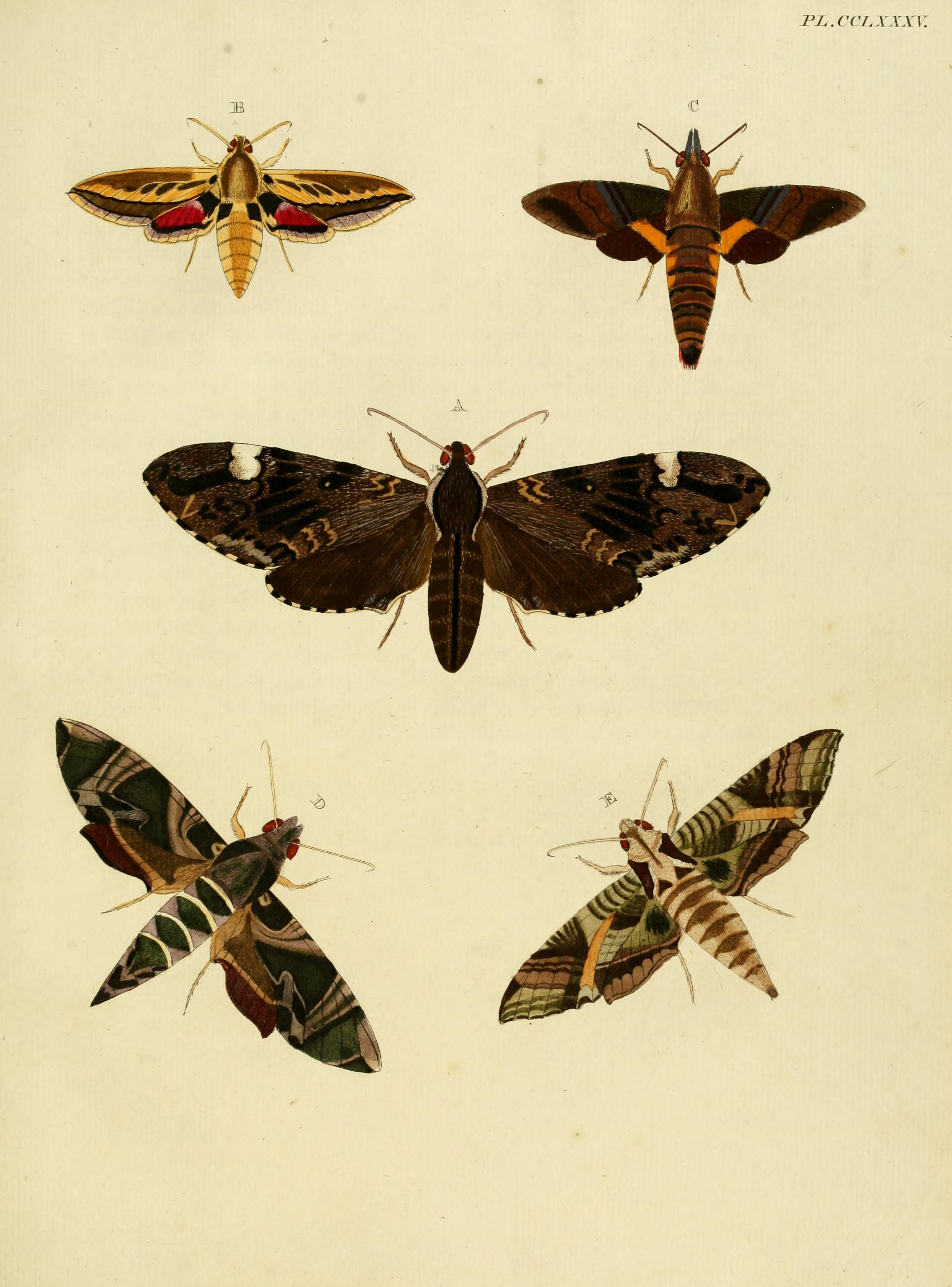